# Хакль, Георг
Георг Хакль (нем. Georg Hackl; род. 9 сентября 1966, Берхтесгаден, Бавария) — немецкий саночник, трёхкратный олимпийский чемпион (1992, 1994 и 1998), десятикратный чемпион мира, шестикратный чемпион Европы.

## Спортивная биография

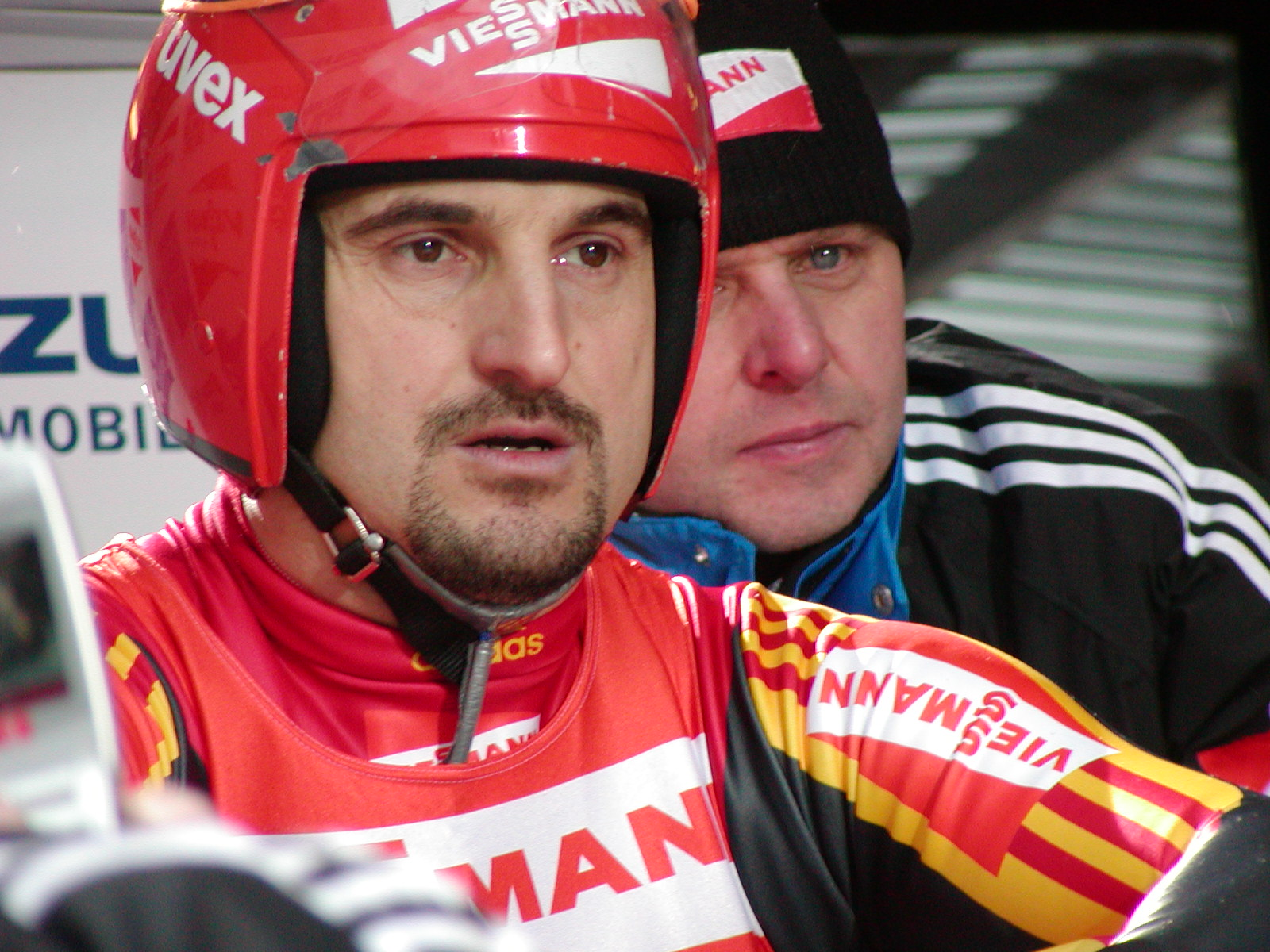
Хакль в 2005 году

Спортивное прозвище — «Стремительная баварская сарделька» (нем. Speeding Weißwurst) — связано с тем, что плотный Хакль в белом комбинезоне напоминает знаменитое немецкое блюдо. Рост — 172 см, вес — 79 кг.
Обладает самой большой коллекцией наград в истории санного спорта: пять олимпийских медалей (пяти Олимпиад подряд, что делает его одним из рекордсменов по этому показателю в истории спорта), 22 медали чемпионатов мира (10 золотых, 10 серебряных и две бронзовых) и 11 медалей чемпионатов Европы (шесть золотых, четыре серебряных и одна бронзовая).
В 1998 году на Олимпиаде в Нагано выиграл все четыре заезда — первый случай в истории олимпийского санного спорта у мужчин (у женщин это удалось советской саночнице Вере Зозуле в 1980 году в Лейк-Плэсиде). Лишь на своей последней Олимпиаде — в 2006 году в Турине — 39-летний Хакль остался без медали, закончив соревнования на седьмом месте.
Лучший спортсмен года в Германии в 1998 году.
Семикратный чемпион мира по спуску на одноместном воке.